# Neshat Jahandari
 (août 2022).
Neshat Jahandari est une pilote iranienne.

## Biographie
Elle est la première femme de nationalité iranienne à piloter un avion de ligne. Elle détient actuellement trois records dans l'histoire de l'aviation iranienne, dont la première femme pilote iranienne sous la République islamique, la première femme Iranienne à être pilote de ligne et faire partie du premier équipage entièrement féminin. Elle pilote le MD80. Elle est devenue célèbre après que sa vidéo inaugurale soit devenue virale.
Jahandari a commencé ses cours de pilotage à 17 ans, alors qu'elle étudiait pour son diplôme en technologie d'ingénierie de vol d'aviation. Dans une interview, Jahandari a admis qu'elle avait obtenu son permis de pilote avant d'obtenir son permis de conduire[réf. nécessaire].
Bien qu'aucune loi dans la Constitution iranienne n'empêche les femmes de devenir pilotes, Jahandari a admis que beaucoup considéraient cela comme une profession masculine. Elle est devenue pilote avec succès pour Zagros Airlines. Elle a utilisé sa plateforme sur les réseaux sociaux pour encourager les femmes à suivre leurs passions, en particulier dans les pays où la loi sépare les emplois.
Jahandari est devenue internationalement connue comme la première iranienne à être pilote depuis la révolution iranienne . Jahandari est devenue la première femme capitaine certifiée d'Iran en juillet 2019. Récompensée de quatre galons, elle est qualifiée pour prendre le contrôle total d'un aéronef, seule ou assistée d'un copilote. Dans l'industrie aéronautique. Elle a commencé sa carrière comme pilote chez Zagros Airlines après avoir réussi ses tests. En octobre 2019, Jahandari et Forouz Firouzi sont devenus le premier équipage entièrement féminin en Iran. Ils ont été félicités par le PDG d' IranAir, Farzaneh Sharafbafi.
Jahandari pilote le MD80 pour Zagros Airlines . Elle a épousé Farbod Shahpasandi, qui, selon elle, était l'une des rares personnes qui l'ont inspirée et encouragée à devenir pilote. Le couple vit à Téhéran et Mashhad. Jahandari occupe une place importante sur les réseaux sociaux après ses deux réalisations majeures. Beaucoup de ses vidéos sont devenues virales sur les réseaux sociaux de Zagros Airlines. Elle utilise son temps libre pour inciter les jeunes femmes iraniennes à réaliser leurs rêves.